# リキシ (プロレスラー)
リキシ（Rikishi）などのリングネームで知られるソロファ・ファトゥ・ジュニア（Solofa Fatu Jr.、1965年10月11日 - ）は、アメリカ合衆国のプロレスラー。カリフォルニア州サンフランシスコ出身のサモア系アメリカ人。
兄はトンガ・キッド、アイランダー・タマ、サモアン・サベージなどのリングネームで活躍したサム・ファトゥ。弟はウマガ、ジャマールなどのリングネームで活躍したエディ・ファトゥ。息子にウーソズというタッグチームで活動している双子の兄のジミー・ウーソことジョナサン・ファトゥと弟のジェイ・ウーソことジョシュア・ファトゥ。

## 来歴

### キャリア初期
1985年、トンガ・キッド（Tonga Kid）のリングネームでデビュー。ICW（International Championship Wrestling）などアメリカ合衆国北東部を拠点とする団体に参戦。
1986年11月、新日本プロレスに初来日。従兄弟のワイルド・サモアンとのコンビでジャパンカップ争奪タッグ・リーグ戦に出場し、アントニオ猪木&藤原喜明、藤波辰巳&武藤敬司、前田日明&木戸修、ケンドー・ナガサキ&ミスター・ポーゴ、ディック・マードック&マスクド・スーパースターなどのチームと対戦したが、キャリア不足もあって全敗の戦績に終わった。
1987年、リングネームをファトゥ（Fatu）、ワイルド・サモアンはサムゥへと変更して、サモアン・スワット・チーム（The Samoan Swat Team）なるヒールのユニットをプエルトリコのWWCで結成。1988年からはテキサス州ダラスのWCCW（WCWA）で活動。8月12日にケビン・フォン・エリック＆ケリー・フォン・エリックを破り、WCWA世界タッグ王座を獲得した。9月12日にはジョン・テータム&ジミー・ジャック・ファンクを下して、WCWAテキサス・タッグ王座も奪取している。
1989年2月、NWAの基幹団体MACWを買収したWCWにサムゥと共に参戦。兄のサモアン・サベージもメンバーに迎え、ロード・ウォリアーズ（ホーク&アニマル）やミッドナイト・エクスプレス（ボビー・イートン&スタン・レーン）と抗争を繰り広げた。
1990年11月、サムゥおよび従兄弟のコキーナ・マキシマスと共にメキシコのUWA（LLI）に初出場。1991年1月27日の16周年記念興行では、ミル・マスカラス、ドス・カラス、カネックの頂上トリオと対戦した。同年2月にはサモアン・サベージとのコンビでSWSに来日、天龍源一郎&石川敬士やジョージ高野&高野俊二と対戦した。

### WWF / WWE
1992年10月、南洋の首狩り族をイメージしたザ・ヘッドシュリンカーズ（The Headshrinkers）にチーム名を変更してサムゥと共にWWFに参戦。伯父のアファ・アノアイをマネージャーに、ハイ・エナジー（ココ・B・ウェア&オーエン・ハート）、ナチュラル・ディザスターズ（アースクエイク&タイフーン）、スタイナー・ブラザーズ（リック・スタイナー&スコット・スタイナー）、スモーキン・ガンズ（ビリー・ガン&バート・ガン）などのチームと抗争を展開する。シングルでは1993年3月1日放送のRAWにおいて、ブレット・ハートのWWF世界ヘビー級王座に挑戦した。
1994年3月より、キャプテン・ルー・アルバーノがマネージャーとなってサムゥ共々ベビーフェイスに転向。4月26日にはザ・ケベッカーズ（ジャック&ピエール）からWWF世界タッグ王座を奪取、8月28日にディーゼル&ショーン・マイケルズに敗退するまで戴冠した。その後、WWFを離脱したサムゥに代わり、11月よりシオネを新パートナーに迎えるが中堅のポジションに甘んじ、1995年6月にヘッドシュリンカーズを解散してシングルプレイヤーに転身。"Make a Difference" をキャッチフレーズとしたサモア系のストリートダンサーをギミックに、ゲットー育ちという自身の生い立ちをもとにドラッグや非行の愚かさを訴えるベビーフェイスとなって活動したが、ファンの支持を得ることはできなかった。
1996年8月、アラビアの怪人をギミックとした覆面レスラー、ザ・サルタン（The Sultan）に変身。アイアン・シークとミスター・ボブ・バックランドをマネージャーに迎えて再びヒールとなり、1997年3月23日には年間最大のPPVであるレッスルマニア13において、ロッキー・メイビアの保持していたWWF IC王座に挑戦した。
しかし、このギミックもブレイクには至らず、1998年からはカナダのECCW（Elite Canadian Championship Wrestling）やPPW（Power Pro Wrestling）などのインディー団体で活動した。
1999年10月、大幅なウェイトアップを果たしてWWFに復帰。ヨコズナの力士ギミックを受け継いだリキシ・ファトゥ（Rikishi Fatu）のリングネームで15日のHEATに登場し、クラッシュ・ホーリーを相手に完勝。自身の巨大な尻を活用したバンザイ・ドロップを新たな武器に、クラッシュやハードコア・ホーリーらを相手に秒殺勝利を重ね、凶悪なキャラクターとして売り出されていたが、12月よりトゥー・クール（スコッティ・2・ホッティ&グランマスター・セクセイ）と関わるようになって以降、巨体に似合わぬ流麗なダンスを披露して、ベビーフェイスのコミックレスラーとして人気を博す。

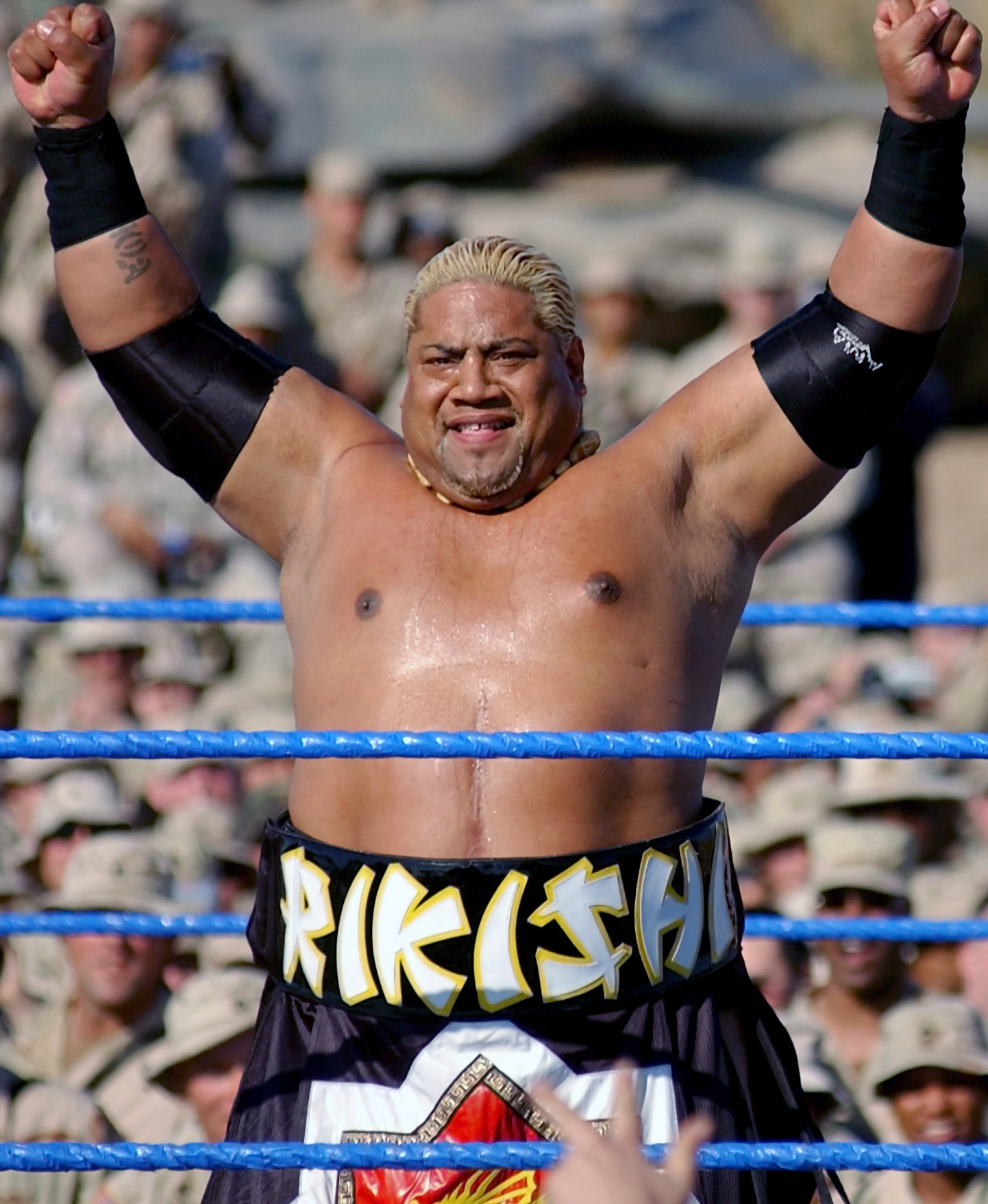
リキシ（2004年）

2000年1月、リングネームをリキシ（Rikishi）へとマイナーチェンジ。6月20日のスマックダウンではクリス・ベノワのIC王座に挑戦して勝利を収め、タイトルを奪取した。同月25日に行われたキング・オブ・ザ・リング2000では準々決勝でベノワ、準決勝でバル・ビーナスを破って勝ち進むも、決勝でカート・アングルに敗退した。
9月18日のRAWではエディ・ゲレロの代役として出場したチャイナに容赦なくサモアン・ドロップを放ち、フィニッシュにバンザイ・ドロップを決めた。12月10日のアルマゲドン2000では、アングル、ジ・アンダーテイカー、ストーン・コールド・スティーブ・オースチン、ザ・ロック、トリプルHとのアルマゲドン・ヘル・イン・ア・セルマッチに出場。アンダーテイカーのチョークスラムでスティールケージ上段から牧草を敷いたトラックに投げ捨てられるなどの名場面を見せた。
2001年2月、WCWから移籍してきたハクと関取タッグを結成。ブラザーズ・オブ・デストラクション（ケイン&アンダーテイカー）と抗争したが、負傷により5月から長期欠場を余儀なくされ、WWF対WCW&ECW連合軍（アライアンス）の抗争には参戦していない。
2001年12月6日のスマックダウンにおいて、盟友のロックがビンス・マクマホンに対して行ったキス・マイ・アス・クラブにて電撃復帰し、マクマホンに尻にキスをさせた。以降はタッグマッチ戦線で活動し、2002年からはザ・ハリケーンと組んでWWF世界タッグ王者チームのビリー&チャックと抗争。5月19日のジャッジメント・デイ2002では、リコとの急造コンビでビリー&チャックからタイトルを奪取した。7月16日収録のスマックダウンではハルク・ホーガン&エッジとトリオを組み、アン・アメリカンズ（ランス・ストーム、クリスチャン、テスト）との6人タッグマッチに勝利した。
2003年はレイ・ミステリオやタジリをパートナーに、ロス・ゲレロス（エディ&チャボ・ゲレロ）、チーム・アングル（チャーリー・ハース&シェルトン・ベンジャミン）とWWEタッグ王座を巡り抗争を展開。10月からは、負傷による長期離脱から復帰したスコッティ・2・ホッティとのコンビを再結成。バシャム・ブラザーズ（ダグ・バシャム&ダニー・バシャム）、FBI（ナンジオ、チャック・パルンボ、ジョニー・スタンボリー）と抗争し、2004年2月3日のスマックダウンにてバシャムズから王座を奪取した。
しかし、以前より体重の増加が顕著となっていたため、120kg前後まで減量するよう命じられていたもののリバウンドを繰り返し、4月25日のスマックダウン出場を最後にWWEから解雇となった。

### インディー団体
WWE解雇後、伯父のアファが主宰する団体であるWXW（World Xtreme Wrestling）にてトレーナーを兼任しながらインディー団体に参戦。
2004年9月20日、ハッスル・リキシ（Hustle RIKISHI）のリングネームでハッスルの横浜アリーナ大会に出場。長州力と組んでダン・ボビッシュ&オヤジガリに勝利した。12月5日、メキシコのAAAに参戦。コナンと組んでシベルネティコ&ラ・パルカと対戦するが、試合には付き合わずに反則を繰り返した。
2005年10月、イタリアを拠点とするNWE（New Wrestling Entertainment）にキシ（Kishi）のリングネームで参戦。29日にはバンピーロとのハードコアマッチで勝利を収めた。2006年6月から12月にかけてスポット参戦した際には、従兄弟のブラック・パールとのタッグで活動した。
2007年2月17日、全日本プロレスの "Pro-Wrestling Love in Kokugikan Vol.2" にスモー・リキシ（SUMO RIKISHI）のリングネームで参戦。当初は荒谷望誉と組む予定だったが「8流レスラーの荒谷なんかと組めない」とクレームをつけてタッグパートナーをジョニー・ダンに変更。曙&大鷲透と対戦するが、曙のボディ・プレスでダンが呆気なく轟沈。これに憤慨したリキシはダンにスティンク・フェイスを炸裂させて溜飲を下げた。
2007年7月15日、AAA年間最大のイベント "TripleMania XV" に外国人レスラーユニット、ラ・リージョン・エクステンヘラ（La Legion Extranjera）の一員として出場。ヘッドハンターA&ロン・キリングス&サブゥーと組んでエル・ソロ&ラ・パルカ&ジ・アニマル&ラテン・ラバーに勝利した。9月にはTNAにジュニア・ファトゥ（Junior Fatu）のリングネームで、ヒスパニック系ユニットであるLAX（ラテン・アメリカン・エクスチェンジ）の助っ人としてスポット参戦。10月16日、ファイト・フォー・ザ・ライト・トーナメントに出場し、1回戦でロバート・ルードと対戦して勝利。翌17日にはTNA年間最大のPPVであるTNA Bound For Glory 2007において、同トーナメントのリバース・バトルロイヤルに出場した。
2008年4月12日、IGFの大阪府立体育会館大会にリキシ（RIKI-SHI）のリングネームで参戦し、オーランド・ジョーダンに勝利。同年はNWEにも再び参戦して、ブラック・パール、フベントゥ・ゲレーラ、ロブ・ヴァン・ダムらとタッグを組み、ジョーダン、クリス・モルデツキー、ハイデンライクなどと対戦した。
2009年、ブラック・パールやギャングレルと共同経営でKPA（KnokX Pro Academy）を設立。11月、ハルク・ホーガンがオーストラリアで開催した "Hulkamania Let The Battle Begin Tour" にソロファ・ファトゥ・ジュニア（Solofa Fatu Jr.）のリングネームで参戦。WWF時代の相棒だった ブライアン・クリストファーとのタッグで出場し、同月21日には従兄弟のオス・ファトゥ&オーランド・ジョーダン、同月28日にはブラック・パール&バンパイア・ウォリアーと対戦していずれも勝利している。
2011年5月21日、NWS（National Wrestling Superstars）にてダニー・ドーリングと対戦して勝利。10月1日、WXWにてサムゥとヘッドシュリンカーズを再結成。甥であるランス・アノアイを加えたトリオでニュージャージー・シルク（ダニー・インフェルノ&ジューダス・ヤング&トミー・フィエッロ）から勝利を収めた。

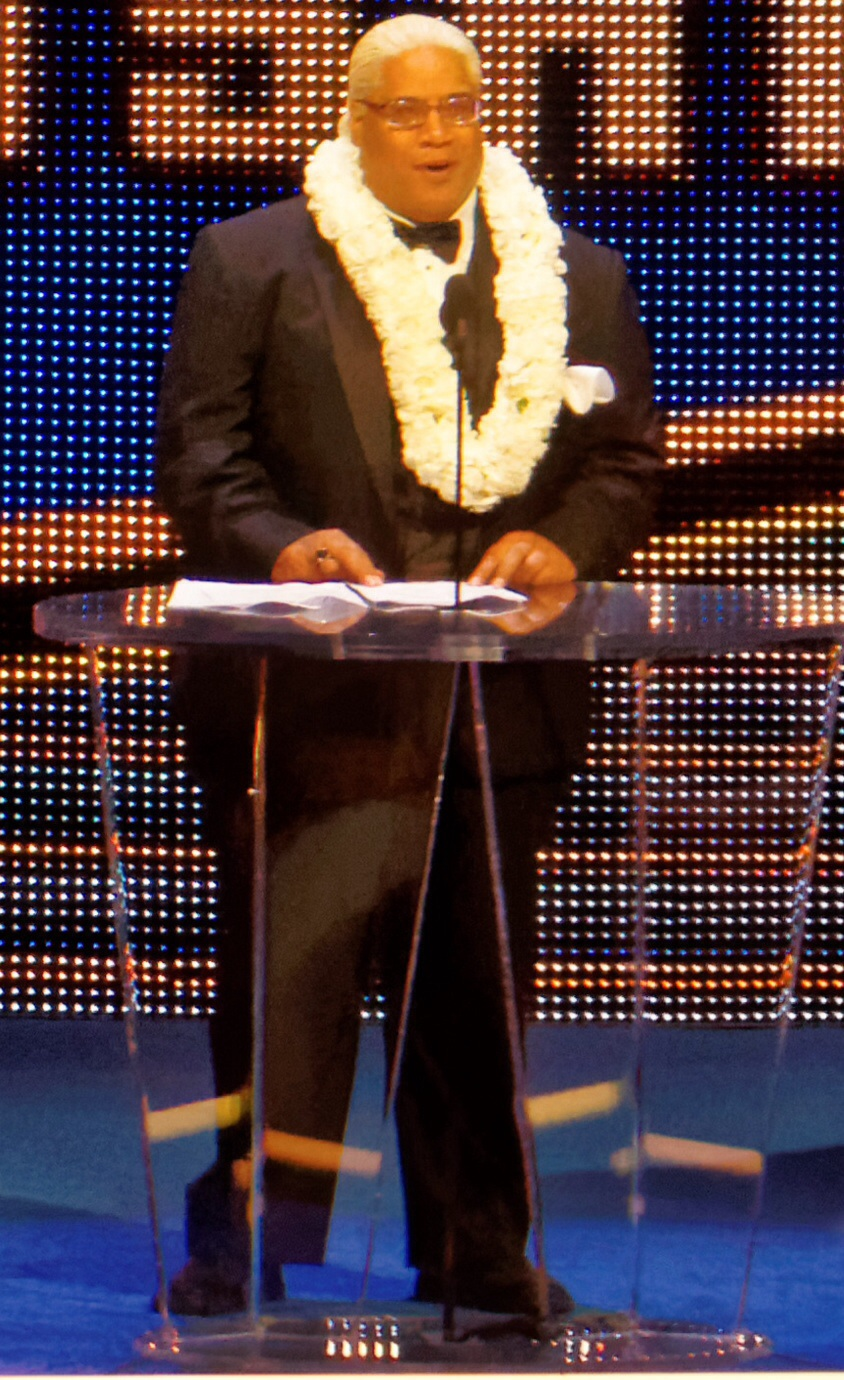
WWE殿堂入り式典にて（2015年）

2012年7月、WWEのRAWにてRAW1000回放送記念に向けてレジェンドレスラー達と対戦していたヒース・スレイターの対戦相手として登場し、バンザイ・ドロップで勝利。試合後は息子タッグのウーソズ（ジミー&ジェイ・ウーソ）と共に8年ぶりにWWEのリングでダンス・パフォーマンスを披露した。12月1日、GLCW（Great Lakes Championship Wrestling）にてトゥー・クール（スコッティ・2・ホッティ&グランマスター・セクセイ）とトリオを再結成。ビリー・ガン&アルマンド・エストラーダ&ジェイ・ブラッドリーに勝利した。
2013年5月4日、SlamFest 2013にてブライアン・クリストファーと組んで2・タフ・トニー&トミー・ドリーマーから勝利。9月7日、KPAにて甥のジェイコブ・ファトゥ&ブラック・パールとサモアン・ダイナスティ（The Samoan Dynasty）なるユニットを結成し、エル・プレシデンテ&マーベリック&プリマールを下した。10月19日にはBCW（Border City Wrestling）にてジョニー・スウィンガーに勝利している。
2014年1月6日、WWEのRAW Old Schoolにトゥー・クールと共に出場して、3MB（ヒース・スレイター&ドリュー・マッキンタイア&ジンダー・マハル）に勝利。試合後は3人でのダンスを披露した。6月14日、トミー・ドリーマーが主宰するHOH（House Of Hardcore）に参戦。Xパックと組んでマット・ストライカー&ギャングレルを破る。10月18日、イングランドの団体であるRPW（Revolution Pro Wrestling）にてトゥー・クールと共に参戦。レボリューショニスツ（シャー・サミュエルズ&テリー・フレイザー&ジョシュ・ボドム）から勝利を収めた。
2015年3月28日、WWE殿堂に迎えられる。インダクターは息子であるウーソズが務めた。

## その他
プロレス界を代表するレスリング・ファミリーであるアノアイ・ファミリーの一員。
2021年7月31日、姪が何者かに射殺される事件が起きた。

## 得意技
- バンザイ・ドロップ

リバース・スプラッシュ式ヒップ・ドロップ。バット・ドロップ、ランプ・シェイカーとも呼ばれる。
- スティンク・フェイス

コーナーでダウンした相手の顔に巨大な尻をぐりぐりと押し付ける非常に下品な拷問技。ブッカー・Tはあまりの臭気で実況席に嘔吐し、ビンス・マクマホンもお仕置きで餌食になったことがある。
- リキシ・ドライバー[1]
- サモアン・ドロップ
- スーパーキック
- キャメルクラッチ
- サモアン・スプラッシュ

## 獲得タイトル
UWA
- UWA世界6人タッグ王座：1回（w / ゲレート・コキーナ&サモアン・サベージ（英語版））[34]

WWC
- WWCカリビアン・タッグ王座：1回（w / サムゥ）[35]

WCCW / WCWA
- WCWA世界タッグ王座：3回（w / サムゥ）[5]
- WCWAテキサス・タッグ王座：1回（w / サムゥ）[6]

WWF / WWE
- WWFインターコンチネンタル王座：1回[15]
- WWF世界タッグ王座 / WWE世界タッグ王座：2回（w / サムゥ、リコ）[12]
- WWEタッグ王座：1回（w / スコッティ・2・ホッティ）[20]
- WWE殿堂：2015年度[2]

## 入場曲
- Bad Man
- You Look Fly Today